# Važec
Važec (Hongaars: Vázsec) is een Slowaakse gemeente in de regio Žilina, en maakt deel uit van het district Liptovský Mikuláš.
Važec telt 2.373 inwoners.